# Samuel Michał Karlik
Samuel Michał Karlik (Karlick, Carlick) von Nezetitz herbu własnego – stolnik inflancki w latach 1730–1743, skarbnik inflancki w latach 1704–1726.
Poseł na sejm elekcyjny 1733 roku z województwa mińskiego, elektor Augusta III Sasa.